# Reverse: 1999
Reverse: 1999 (кит. трад. 重返未来：1999, піньїнь: Chóngfǎn Wèilái: Yījiǔjiǔjiǔ) — тактично покрокова рольова відеогра розроблена Bluepoch. Гра вийшла 31 травня 2023 року.

## Розробка
7 січня почався перший бета-тест гри, а 10 червня розпочався другий бета-тест. 23 березня, 2023 року, Reverse: 1999 отримали ISBN, що означає що гра отримала дозвіл на офіційний реліз у континентальному Китаї. Третій бета-тест почався 14 квітня, перш ніж офіційно вийти в Китаї 31 травня, 2023 року. Глобальний бета-тест тривав з 4 до 13 серпня, 2023 року.